# 4896 Tomoegozen
4896 Tomoegozen је астероид главног астероидног појаса са пречником од приближно 28,9 .
Афел астероида је на удаљености од 3,631 астрономских јединица (АЈ) од Сунца, а перихел на 2,583 АЈ.
Ексцентрицитет орбите износи 0,168, инклинација (нагиб) орбите у односу на раван еклиптике 16,567 степени, а орбитални период износи 2001,014 дана (5,478 година).
Апсолутна магнитуда астероида је 10,8 а геометријски албедо 0,134.
Астероид је откривен 20. децембра 1986. године.